# Kvinesdal Rock Festival

Le Kvinesdal Rock Festival est un festival norvégien de hard rock et de heavy metal ayant lieu tous les ans depuis 2006 à Kvinesdal.

## Programmation

### 2006
- 13 juillet : Messy Escalator, Cruel Intentions, Playboys, Diesel Dahl & Friends, Absinth
- 14 juillet : Dry County, Elevation, Dust n' Bones, Overhead, Trendkill, Heatseekers, Ozzmosis
- 15 juillet : Emathea, Zerozonic, Turboneger, Thunderbolt, Tømmermenn, Carnivora, Backstreet Girls, Pagan's Mind, Paul Di'Anno, U.D.O.

### 2007
- 12 juillet:Lexus Leverpostei, Wig Wam, Ingenting, The Kids, Statement.
- 13 juillet:Sebastian Bach, Jorn, Skambankt, Anthem, Paperback Freud, Lowdown, Crucified Barbara, Breed, Mayah.
- 14 juillet: D-A-D, TNT, Kamelot, Moonchild, Freak Kitchen, Circus Maximus, Carburetors, The Cumshots, Triosphere, Communic.